# Mayra Flores
Pour les articles homonymes, voir Flores.
Mayra Nohemi Flores, née le 1er janvier 1986 à Burgos (Mexique), est une femme politique américaine. Membre du Parti républicain, elle est élue à la Chambre des représentants des États-Unis en juin 2022 dans une élection partielle pour le 34e district congressionnel du Texas, son mandat prenant fin en janvier 2023, n'ayant pas été réélue lors des élections générales de novembre 2022.

## Biographie

### Jeunesse et famille
Mayra Flores naît dans l'État mexicain du Tamaulipas en 1986. Sa famille déménage aux États-Unis, dans la vallée du Rio Grande, lorsqu'elle a six ans. À partir de ses treize ans, elle travaille tous les étés avec sa famille dans des champs de coton du comté de Hall, dans la Panhandle du Texas. Elle devient citoyenne américaine à l'âge de quatorze ans.
Son mari est un agent de la United States Border Patrol, qui contrôle la frontière américano-mexicaine. Ils ont ensemble quatre enfants.

### Études et carrière professionnelle
Elle étudie à la high school de San Benito, dans le Sud du Texas, et en sort diplômée en 1994.
Elle devient inhalothérapeute après avoir obtenu un diplôme du South Texas College (en) en 2014.
En 2019, elle obtient un baccalauréat universitaire en direction organisationnelle.

### Engagement politique
Issue d'une famille conservatrice mais démocrate, Mayra Flores vote elle même régulièrement pour le Parti démocrate jusqu'en 2012, année où elle vote pour le candidat républicain à l'élection présidentielle Mitt Romney.
Elle rejoint le Parti républicain du comté de Hidalgo après une réunion en faveur des femmes d'agents de l'US Border Patrol,. Elle s'implique dans le parti, devenant responsable de la section visant à attirer les électeurs hispaniques, et se porte candidate aux élections de 2022,.

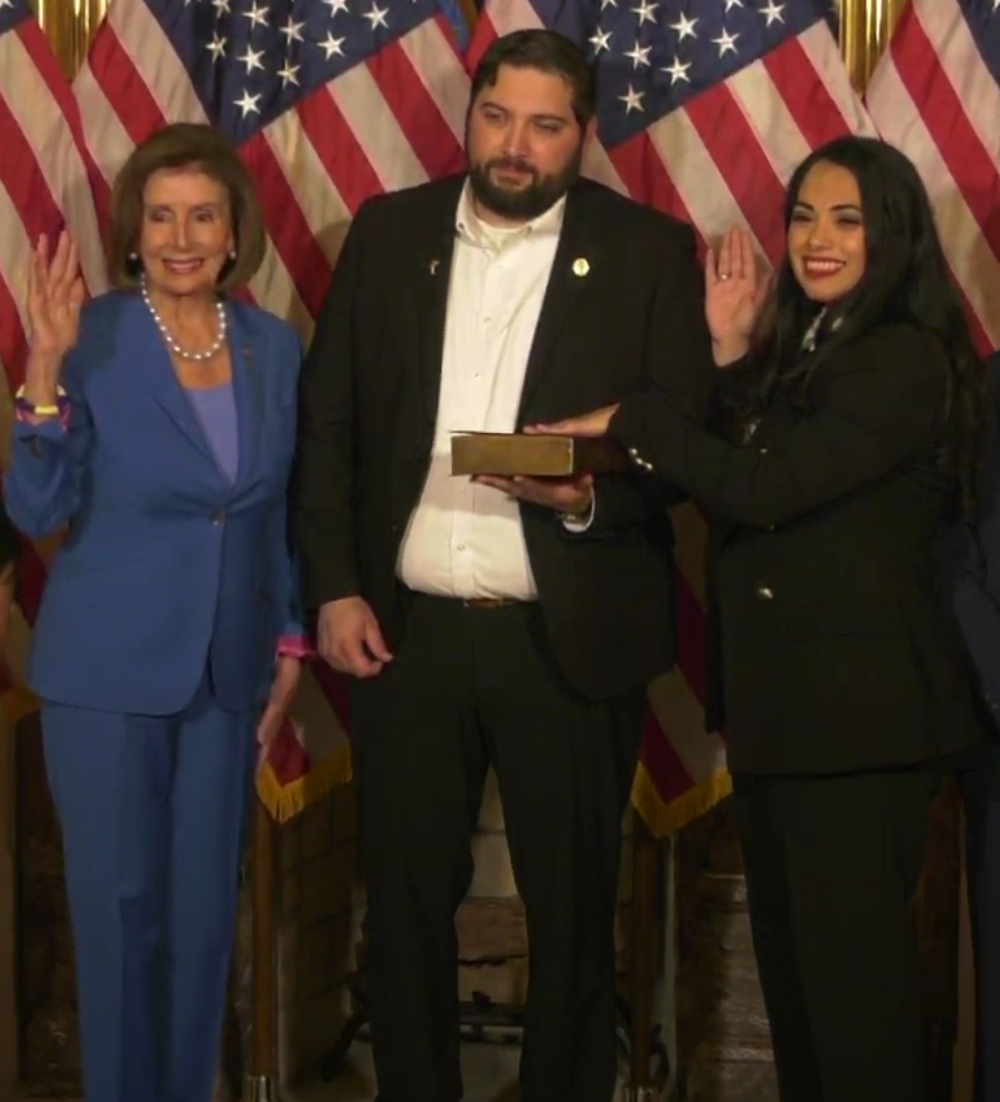
Mayra Flores prêtant serment le 21 juin 2022 devant son époux et Nancy Pelosi.

Lorsque le démocrate Filemon Vela démissionne de son poste de représentant en mars 2022, Mayra Flores se porte candidate à l'élection partielle dans le 34e district du Texas, une circonscription remportée de seulement quatre points par Joe Biden en 2020. La circonscription comprend une partie de la vallée du Rio Grande, une région historiquement démocrate mais plutôt conservatrice où Donald Trump a connu une forte progression entre 2016 et 2020. Elle mène une campagne très à droite, avec pour slogan « Dieu, famille, pays » (en anglais : God, family, country), et appelle à la destitution du président démocrate Joe Biden. Le 14 juin 2022, Mayra Flores est élue avec 51 % des voix, devançant d'environ huit points le candidat démocrate Dan Sanchez. La participation est toutefois extrêmement faible, avec seulement 7 % d'électeurs mobilisés.
Elle prête serment le 21 juin suivant et devient la première femme née au Mexique à siéger au Congrès,,, ainsi que la première femme hispanique républicaine à y représenter le Texas. Son mandat s'achève en janvier 2023.
Elle est parallèlement candidate à l'élection de novembre 2022 pour un mandat complet face à son collègue démocrate Vicente Gonzalez, dans un district redécoupé et davantage favorable aux démocrates, qui a donné 16 points d'avance à Joe Biden en 2020,. Elle remporte la primaire républicaine en mars avec plus de 60 % des suffrages. Elle est battue par son concurrent démocrate. Son mandat s'achève donc en janvier 2023.
En juillet 2023, Mayra Flores annonce sa candidature à l'investiture républicaine pour le 34e district lors de l'élection de 2024.

## Positions politiques
En tant que chrétienne évangélique, Mayra Flores accorde une place importante à la religion et se montre particulièrement conservatrice, notamment sur les questions de société,. Lors de sa campagne de 2022, elle est soutenue par de nombreuses églises évangéliques locales. Peu après son élection, The New York Times la place à l'extrême droite de l'échiquier politique américain.
Opposée à l'avortement, elle estime que ce sujet est l'une des principales raisons de son ralliement au Parti républicain, qui selon elle « se bat pour le non-né ». Elle salue la décision de la Cour suprême revenant sur le droit constitutionnel à l'avortement comme un « rêve devenu réalité ».
Dans les premières semaines de son mandat de représentante, elle s'oppose à une loi bipartisane pour réguler le port d'arme après la tuerie d'Uvalde, estimant la proposition précipitée, puis vote contre des propositions de loi démocrates visant à protéger le mariage homosexuel et le droit à la contraception.